# Сент-Гейбріел (Луїзіана)
Сент-Гейбріел (англ. St. Gabriel) — місто (англ. city) в США, в окрузі Ібервіль штату Луїзіана. Населення — 6433 особи (2020).

## Географія
Сент-Гейбріел розташований за координатами 30°15′13″ пн. ш. 91°6′5″ зх. д. / 30.25361° пн. ш. 91.10139° зх. д. (30.253711, -91.101427).  За даними Бюро перепису населення США в 2010 році місто мало площу 77,41 км², з яких 76,83 км² — суходіл та 0,58 км² — водойми.

## Демографія
Згідно з переписом 2010 року, у місті мешкало 6677 осіб у 1089 домогосподарствах у складі 752 родин. Густота населення становила 86 осіб/км².  Було 1184 помешкання (15/км²).
Расовий склад населення:
| - 64,0 % — чорних або афроамериканців - 34,1 % — білих - 0,3 % — азіатів - 0,1 % — корінних американців |

До двох чи більше рас належало 0,9 %. Частка іспаномовних становила 2,5 % від усіх жителів.
За віковим діапазоном населення розподілялося таким чином: 12,0 % — особи молодші 18 років, 82,7 % — особи у віці 18—64 років, 5,3 % — особи у віці 65 років та старші. Медіана віку мешканця становила 37,0 року. На 100 осіб жіночої статі у місті припадало 154,3 чоловіків;  на 100 жінок у віці від 18 років та старших — 159,9 чоловіків також старших 18 років.
Середній дохід на одне домашнє господарство  становив 62 616 доларів США (медіана — 40 331), а середній дохід на одну сім'ю — 79 010 доларів (медіана — 57 222). Медіана доходів становила 43 972 долари для чоловіків та 37 303 долари для жінок. За межею бідності перебувало 30,9 % осіб, у тому числі 37,8 % дітей у віці до 18 років та 17,9 % осіб у віці 65 років та старших.
Цивільне працевлаштоване населення становило 1474 особи. Основні галузі зайнятості: освіта, охорона здоров'я та соціальна допомога — 24,2 %, публічна адміністрація — 12,8 %, роздрібна торгівля — 11,5 %, виробництво — 11,5 %.